# Музей Флаглера
Музей Флаглера, известный также как Уайтхолл (англ. Flagler Museum или Whitehall) — музей, особняк, открытый для публичных посещений в американском городе Палм-Бич, штат Флорида.
Адрес музея: One Whitehall Way, Palm Beach, Florida 33480.

## История

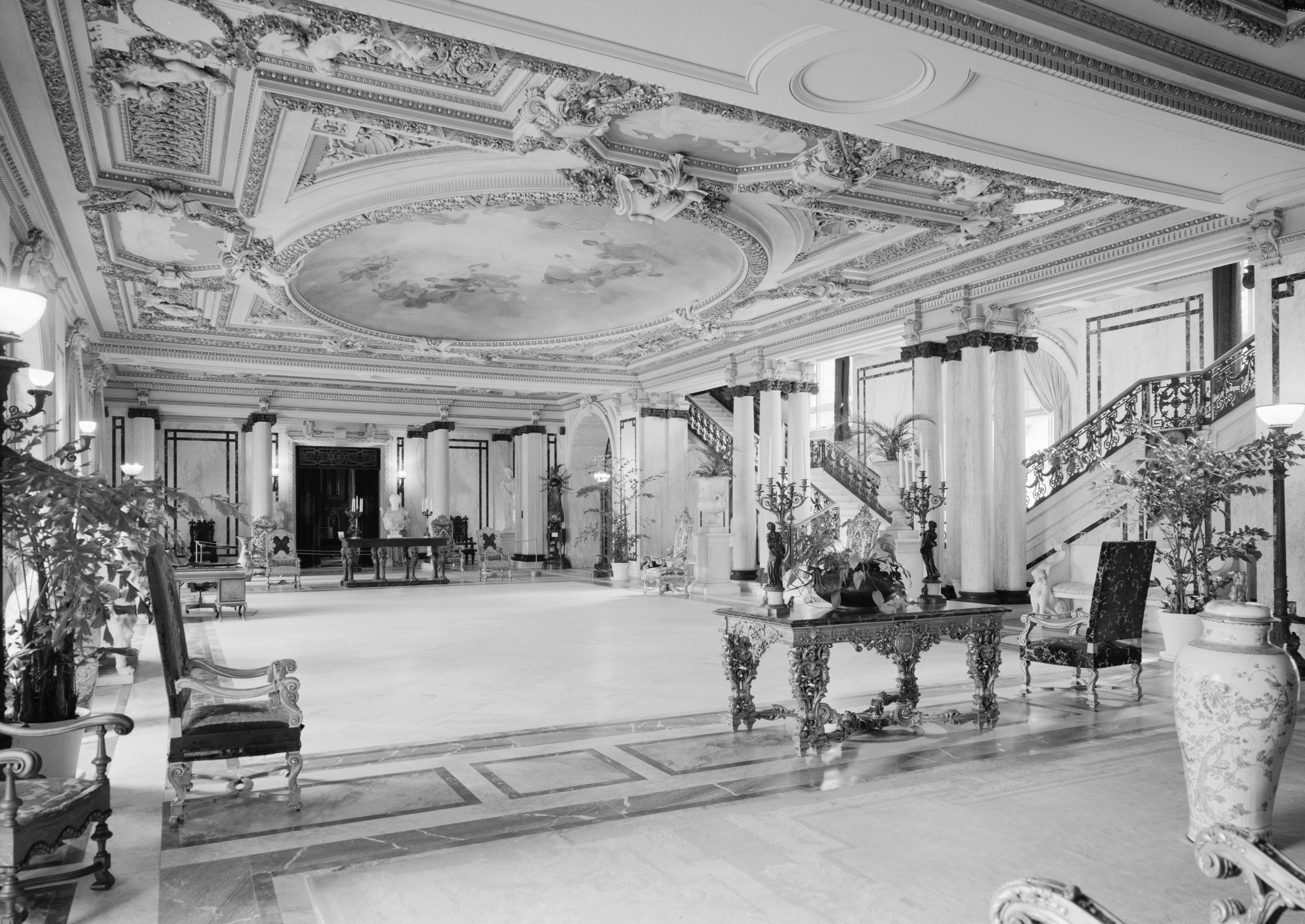
Один из залов музея

Строительство Уайтхолла осуществлялось по заказу Генри Флаглера, одного из основателей нефтяной корпорации Standard Oil, и предназначался как подарок для его третьей жены, Мэри Лилиен Кенан Флаглер. Здание, состоящее из 75 жилых и подсобных помещений, возводилось в 1900—1901 годах в стиле бозар архитекторами фирмы Carrère and Hastings, уже работавших ранее над проектами для Флаглера. Работы были окончены ко 2 февраля 1902 года, когда дворец был презентован Мэри Лилиен.
Генри Флаглер скончался в 1913 году, в возрасте 83 лет; его супруга — на четыре года позже. Дом перешёл по наследству к её племяннице Луизе Льюис. В 1920-х — 1950-х годах здание, после значительной реконструкции, использовалось как дорогой отель. В 1959 году права на Уайтхолл переходят к внучке Г.Флаглера, Джейн Флаглер Мэтьюз, создавшей в том же году некоммерческий фонд «Генри Моррписон Флаглер Музей». В 1960 году в Уайтхолле был организован музей Флаглера.
Уайтхолл заслуженно считается одним из красивейших архитектурных сооружений США и первым музеем Флориды. В феврале 2000 года включён в число Национальных исторических памятников США. Во дворце, являющемся ярчайшим примером неоклассицизма, посетители могут видеть декорированные помещения и мебель эпохи Позолоченного века в США, времён французских королей Людовика XIV и Людовика XV, итальянского Возрождения, ранней культурной жизни американского Дальнего Запада, и т. д. В настоящее время здесь проводятся квалифицированные экскурсии, различные выставки и лекционные чтения.

## Архитектура
Здание содержит два уровня. На нижнем этаже расположены общественные и хозяйственные помещения, окружающие внутренний дворик. Здесь также находятся библиотека, музыкальная комната, помещение для бильярда, столовые, салон и большой зал. Во внутреннем дворике устроен фонтан. В верхних помещениях — спальни, гостевые и прочие комнаты.